# Эггер, Артур Фёдорович
Артур Фёдорович Эггер (1811—1877) — российский генерал, участник Кавказской войны.

## Биография
Родился 16 сентября 1811 года в дворянской семье австрийского происхождения. Учился в Петришуле с 1824 по 1826 год. Поступил на службу 31 декабря 1826 года кондуктором Инженерного корпуса Главного инженерного училища, где 1 декабря 1830 г. был произведён в полевые инженер-прапорщики, с зачислением 13 января 1832 г. в Санкт-Петербургскую инженерную команду, из которой, по желанию начальства, был переведён в Варшаву. Состоя на вакансии подпоручика с 9 июня 1834 г., Эггер в 1835 г. перевёлся в Новогеоргиевскую инженерную команду, а затем 26 апреля 1838 г. — вновь в Варшавскую и вскоре за отличие по службе был произведён в поручики.
Вернувшись в Новогеоргиевскую команду 1 апреля 1839 г., Эггер 14 июля 1842 г. был произведён в штабс-капитаны, а в следующем году переведён в Грузинский инженерный округ. По возвращении из Санкт-Петербурга, куда он ездил в отпуск, Эггер был зачислен в списки Тифлисской инженерной команды и вскоре принял участие событиях Кавказской войны, в частности, в походе из Темир-Хан-Шуры на гору Арахтау в нагорном Дагестанском отряде генерал-майора Клюки-фон-Клюгенау, направлявшемся против горцев, обложивших Унцукуль. Затем Эггер участвовал в ряде дел против горцев и в совершенном поражении Шамиля. За время военных действий он был произведён в 1844 г. в капитаны, а в следующем году — в подполковники и тогда же был награждён орденом св. Анны 3-й степени с бантом.
По окончании кампании Эггер в 1846 г. переведён был в Санкт-Петербург и назначен для занятий при чертёжной инженерного департамента, но 9 августа был опять переведён на Кавказ, в Кавказский саперный батальон, и с этого времени начинается новый ряд военных действий против горцев, в которых он проявил свойственные ему мужество и храбрость. За отличие в экспедициях Эггер был награждён орденом св. Анны 2-й степени с императорской короной, чином полковника и золотой саблей с надписью «За храбрость». 26 ноября 1854 г. он был награждён орденом св. Георгия 4-й степени (№ 9354 по списку Григоровича — Степанова). В 1854 - 1861 годах — командир Брестского пехотного полка. В 1861 г. Эггер был произведён в генерал-майоры с назначением помощником начальника 13-й пехотной дивизии. Несколько позднее, в должности помощника начальника 2-й пехотной дивизии, он участвовал в делах против польских мятежников, причем за оказанные отличия награждён был орденом св. Станислава 1-й степени с мечами.
В 1864 году Эггер был назначен командующим 8-й пехотной дивизией, а в 1868 г., вместе с производством в генерал-лейтенанты, утверждён в звании начальника той же дивизии. Ряд наград, Высочайше пожалованных ему во время командования дивизией, служат прямым указанием на его полезную служебную деятельность. Скончался Эггер после непродолжительной, но тяжкой болезни 25 января 1877 года, на 66-м году жизни.